# 埃爾克里克 (肯塔基州)
埃爾克里克（英語：Elk Creek）是位於美國肯塔基州斯潘塞縣的一個人口普查指定地區。

## 人口
根據2020年美國人口普查的數據，埃爾克里克的面積為15.15平方千米，當中陸地面積為14.99平方千米，而水域面積為0.16平方千米。當地共有人口1986人，而人口密度為每平方千米131.09人。